# Aloe contigua
Aloe contigua é uma espécie de liliopsida do gênero Aloe, pertencente à família Asphodelaceae.